# بكرجو
بكرجو (بالكردية: بەکرەجۆ)‏ هي مدينة عراقية ومركز ناحية تتبع قضاء السليمانية في محافظة السليمانية شمال العراق.